# R256-os főút (Oroszország)
Az R256-os főút (oroszul: Федеральная автомобильная дорога  «Чуйский тракт») Oroszország egyik szövetségi jelentőségű autóútja Novoszibirszk–Novoaltajszk–(Barnaul)–Bijszk–Majma–(Gorno-Altajszk) és az orosz-mongol országhatár között (Tasanta határátkelő). Része az ázsiai nemzetközi úthálózat AH4 (Asian Highway 4) útvonalának. Az Altaj-hegység fő közlekedési útja, hossza: kb. 960 km.
Korábban M52-es jelzésű főút volt, de a régi útszámozás 2018. január 1-vel érvényét vesztette. Legnagyobb része (Bijszk és a határ között, kb. 620 km) történelmi kereskedelmi útvonal volt. A «Чуйский тракт» (Csujszkij trakt) elnevezés jelentése: 'csujai országút'. (A Csuja a Katuny mellékfolyója az Altaj-hegységben).

## Útvonal
A főút Novoszibirszkből dél felé kiindulva a Novoszibirszki területen, az Altaji határterületen és az Altaj köztársaságon vezet keresztül. 
Novoszibirszktől 212 km-re bekötőút ágazik le a közeli Barnaul felé (az Altaji határterület székhelye), a főút pedig Bijszkbe visz tovább. Az Altaj köztársaság fővárosába, Gorno-Altajszkba szintén rövid bekötőúton lehet eljutni, maga a főút elkanyarodik dél felé. Kétszer is keresztezi a Katunyt, majd hosszan a Csuja völgyében halad. 
- 0 km – Novoszibirszk
- 37 km – Berdszk
- 217 km – Novoaltajszk – leágazás Barnaul felé (17 km)
- 364 km – Bijszk
- 453 km – Majma – a Majmai járás székhelye, leágazás a közeli Gorno-Altajszk felé
- 652 km – Ongudaj
- 788 km – Aktas
- 893 km – Kos-Agacs
- 942 km – Tasanta (országhatár)